# Isabel Avellán
Isabel Avellán, född 20 augusti 1933, död 20 september 2010, var en argentinsk friidrottare. Hon deltog vid olympiska sommarspelen 1956.